# Dasypoda spinigera
Dasypoda spinigera är en biart som beskrevs av Kohl 1905. Dasypoda spinigera ingår i släktet byxbin, och familjen sommarbin. Inga underarter finns listade i Catalogue of Life.